# Heineken Open 2014
Heineken Open 2014 — тенісний турнір, що проходив на кортах з твердим покриттям у місті Окленд (Нова Зеландія), Нова Зеландія з 6 січня. Належав до категорії ATP World Tour 250, був турніром серії ATP Auckland Open 2014 року.

## Фінальна частина

### Одиночний розряд
Джон Ізнер —  Лу Єнь-Сюнь 7–6(7–4), 7–6(9–7)

### Парний розряд
Юліан Ноул /  Марсело Мело —  Александер Пея /  Бруно Соарес 4–6, 6–3, [10–5]